# Joyce Compton
Joyce Compton (27 de enero de 1907 - 13 de octubre de 1997) fue una actriz cinematográfica estadounidense.

## Biografía
Nació en Lexington (Kentucky). Actuó en una larga serie de películas, principalmente de serie B entre los años veinte y los cincuenta, a menudo interpretando a una rubia atractiva pero poco inteligente que en muchos casos no aparecía en los títulos de crédito. Entre sus mejores películas destacan Imitation of Life, Magnificent Obsession, The Awful Truth (La pícara puritana), Rose of Washington Square, They Drive by Night, Christmas in Connecticut, Mildred Pierce, The Best Years of Our Lives y Sorry, Wrong Number.